# هوانغ شوان
هوانغ شوان (بالصينية المبسطة: 黄轩)‏ هو ممثل صيني، ولد في 3 مارس 1985 في الصين.

## أعمال

### أفلام
- (2016) السور العظيم[4]

## وصلات خارجية
- هوانغ شوان على موقع IMDb (الإنجليزية)
- هوانغ شوان على موقع قاعدة بيانات الفيلم (الإنجليزية)